# Buđenje (album)
Buđenje je trinaesti studijski album Parnog valjka objavljen je pod etiketom Esnaf/Croatia Recordsa 1994. godine. Sadrži 10 snažnih pjesama, od kojih su sve osim Kemije i Otoka dosta popularne i podjednaki hitovi. Autor pjesama je Hus, osim pjesama pjesama Čitaj mi s usana – Marijan Brkić i pjesme Dođi... – M. Brkić/M. Brkić-M. Ribarić. 

## Popis pjesama
1. Ljubavna (4:08)
2. Kemija (4:46)
3. Sve još miriše na nju (4:07)
4. Nemirno more (6:00)
5. Ivana (3:52)
6. Čitaj mi s usana (3:39)
7. Povratak ratnika (4:57)
8. Dođi... (5:18)
9. Otok (4:03)
10. Molitva (5:10)

## Izvođači
- gitara – Husein Hasanefendić – Hus
- vokal – Aki Rahimovski
- bubnjevi – Dražen Šolc
- gitara – Marijan Brkić – Brk
- klavijature – Berislav Blažević – Bero
- bas – Zorislav Preksavec – Prexi

## Vanjske poveznice
- Album na službenoj stranici sastava
- Album na stranici discogs.com